# 石原壮一郎
石原 壮一郎（いしはら そういちろう、1963年3月12日 - ）は、日本のコラムニスト。三重県出身。

## 来歴
三重県立松阪高等学校を経て1986年、埼玉大学教養学部卒業。
大学時代にミニコミ誌のサークルを結成した。このサークルで作成した『埼玉ラブホテルガイド』は2000部ほどの売り上げを記録し、2冊目も発行された。
雑誌の取材を受けるなどミニコミが評判になったことなどをきっかけに、月刊誌『QA』（平凡社）の編集者となる。
その後、月刊誌『ID-JAPAN』創刊に関わるが、永遠の若者文化を称揚するような雑誌の方針に違和感を覚え、1992年に「大人養成講座」というページを作成。それが「大人モノ」を始めるきっかけとなった。
翌年、イラストレーターのひさうちみちおとコンビを組んだ『大人養成講座』で単行本デビュー。以来「大人シリーズ」（扶桑社）などで、独特の文体で「大人」のありかたを論じた。
2004年刊の『大人力検定』（文藝春秋）は様々なメディアで取り上げられた。2007年、『父親力検定』（岩崎書店）を出版。同年3月発売のニンテンドーDS用ソフト『大人力検定』にも参加。

## 「アベする」炎上事件
2007年9月25日の朝日新聞紙面で、安倍晋三総理大臣の辞任に対して「自分勝手な美学で情報を隠し、国民を混乱させた」と潰瘍性大腸炎による体調不良を隠していたことを批判し、「『アタシ、もうアベしちゃおうかな』という言葉があちこちで聞こえる。仕事も責任も放り投げてしまいたい心情の吐露だ。そんな大人げない流行語を首相が作ってしまったのがカナシイ」と寄稿した。しかし、「アベする」という単語は各種メディアやインターネット上で使用されている形跡がなかったため、石原と朝日新聞は安倍首相を批判するために新聞紙上ででっち上げを行ったと激しく批判を受けた（アサヒる問題）。石原はJ-CASTの取材に対して『何だったのかは覚えていないが雑誌の見出しにもなっていたし、何人からも聞いた』と主張する一方で『私が何かを言ったところで、書き込んでいる人には届かないと思うので、何も言うつもりはありません。』と反論を受け付けないことを宣言している。

## 著書
- 『大人養成講座』ひさうちみちお絵（扶桑社）1993　のち文庫
- 『大人の女養成講座』ひさうちみちお絵（扶桑社）1993 のち文庫
- 『大人の舌先 サラリーマンの必須用語101 その正しく美しい意味と用法』（東洋経済新報社）1995　『大人の舌先養成講座』扶桑社文庫
- 『大人の恋愛養成講座』ひさうちみちお絵（扶桑社）1995　のち文庫
- 『無敵のビジネスマン養成講座』（竹書房）1996　のち光文社知恵の森文庫
- 『大人の主張』（扶桑社文庫）1996
- 『モテモテ女養成講座』（飛鳥新社）1996
- 『大人のゴルフ入門講座』（アスペクト）
- 『大人のパソコン』（アスペクト）1997
- 『強くたくましく美しい30代入門講座』西家ヒバリ絵（大和書房）1998
- 『無敵の人 人づきあいの技と心得』ザビエル山田画（講談社）1998 のちぶんか社文庫
- 『人気者から学べ！モテ2のツボ』（角川書店）1999
- 『知性派女(インテリぶりっこ)養成講座』（JTBパブリッシング）1999
- 『ここに幸あり! 無敵体質女養成講座』安彦麻理絵絵（大和書房）1999
- 『モテモテへの道 俺の屍を越えてゆけ』（光文社文庫）2000
- 『大人のクイズ 脳みそ改造計画』（ワニ文庫（ベストセラーズ）2001
- 『美人手帖』（アスペクト）2001
- 『大人的<ビジネス言語>活用講座』（PHPエル新書）2004
- 『哲學者に訊け! 大人の男女関係・その叡智と真実』（集英社インターナショナル）2004
- 『大人力検定』（文春ネスコ）2004　のち文春文庫
- 『大人の超メール術　本家直伝』（青春出版社）2004　「大人のワザあり!超メール術 仕事、婚活、人間関係…そのまま使える厳選100フレーズ」青春文庫
- 『大人力検定DX』（文藝春秋）2005 のち文庫
- 『大人の女力検定』（スターツ出版）2005　のち扶桑社文庫
- 『大人のホメ力』（世界文化社）2005
- 『父親力検定 子どもと妻が本当に考えていることを知る方法』汐見稔幸監修（岩崎書店）2006
- 『30女という病 アエラを読んでしまう私の悲劇 』（講談社）2007
- 『大人の解体新書』（河出書房新社）2008
- 『ちょい大人力検定 子ども以上大人未満の人間関係講座 (14歳の世渡り術)』（河出書房新社）2008
- 『大人の合コン力検定 合コンを制す者は、ビジネスを制する。』（ソフトバンククリエイティブ）2008
- 『L25女子力検定 恋愛のさじかげん』（メディアファクトリー）2009
- 『L25女子力検定 おシゴトのさじかげん』（メディアファクトリー）2009
- 『大人の女性の「暮らし力」講座 開講!』（PHP研究所）2009
- 『決断道』（廣済堂あかつき出版事業部）2009
- 『大人の食いモン力』（扶桑社文庫）2009
- 『夫婦力検定』（実業之日本社）2010
- 『35歳までに知っておきたい大人の名言』（三笠書房・王様文庫）2010
- 『大人の超ネットマナー講座 「大人力」+αのワザで、相手の心をぐっとつかむ!』（ダイヤモンド社）2010
- 『「デキる!」と言われる人になる大人の仕事力講座』永岡書店ナガオカ文庫 2010
- 『石原壮一郎のオトナの怒り方』（青春出版社プレイブックス）2011
- 『伊勢うどん全国制覇への道 食べるパワースポット』扶桑社 2013
- 『昭和だョ!全員集合』新潮社, 2014
- 『大人の当たり前メソッド』成美文庫 成美堂出版, 2014
- 『日本人の人生相談』ワニブックス, 2015
- 『大人の言葉の選び方 頭のいい人は知っている すぐに実践したくなる「デキる言葉」500フレーズ』日本文芸社, 2016
- 『 SNS地獄を生き抜くオトナ女子の文章作法』方丈社, 2017
- 『悩める君に贈るガツンとくる言葉 会社で生き抜くための大人メソッド』バジリコ, 2017
- 『大人の人間関係 しんどい悩みが一瞬でなくなる!』日本文芸社, 2018
- 『本当に必要とされる最強マナー』日本文芸社, 2018

### 共著
- 『ニッポンありがち図鑑』ありがち探検隊・中野豪共著（扶桑社）1994　のち文庫
- 『ニッポンこりゃあ、どうすりゃいーんだ事典 イキなお作法を伝授する』土屋弘明共著（ベストセラーズ）1994
- 『会社図鑑! 業界別カイシャ・ミシュラン 天の巻・地の巻』オバタカズユキ共著（ダイヤモンド社）1995-2008
- 『大人のゴルフ入門講座』とがしやすたか共著 アスペクト 1996
- 『大学図鑑!』オバタカズユキ（ダイヤモンド社）
- 『哲学を疑え！ 笑う哲学往復書簡』土屋賢二共著（飛鳥新社）2001
- 『みんなでワッショイ大作戦 go!go!タマサブロー』まきのこうじ原作（岩崎書店）2004
- 『「大人の恋」をたしなむマナー 百万人で考えた最強の知恵』OK Wave「恋の悩み」サイトのカウンセラーたち著 石原編 青春出版社 2006
- 『NHK めざせ!会社の星―若手社員のための最強仕事マニュアル』NHK名古屋放送局「めざせ!会社の星」制作班, 石原編（日本放送出版協会）2009
- 『イカす大人の「昭和力」検定 ロッキード事件からピンク・レディーまで』神田憲行共著（日本放送出版協会）2009
- 『オトナの学歴図鑑 出身校別お付き合いの秘訣教えます!』越智良子共著（双葉社）2010
- 『お金を極める100の名言 ダイヤモンドザイの本 大人養成講座 番外編』ザイ編集部共編 ダイヤモンド社 2012
- 『職場の理不尽 めげないヒント45』岸良裕司共著 新潮新書 2012
- 『あぁ、愛しの前立腺』頴川晋共著 小学館 2013
- 『大人のお金力 賢く付き合うマナーと智恵』カラスヤサトシ漫画 平凡社 2013
- 『9割の会社はバカ 社長があなたに知られたくない「サラリーマン護身術」』三矢晃子共著. 飛鳥新社, 2018

## ゲームソフト
- 大人力検定（2007年、コナミデジタルエンタテインメント）
- 大人の女力検定（2007年、コナミデジタルエンタテインメント）

## テレビ出演
- オトナの資格（日本テレビ、土曜日・午後5時30分）
- 怨み屋本舗スペシャル2（2009年1月7日、テレビ東京） - テレビコメンテーター 役
- めざせ!会社の星（NHK教育）
- 真相報道 バンキシャ!（日本テレビ、日曜日・午後6時00分）
- chouchou(テレビ朝日、2017年8月27日) - スタジオゲスト

## ラジオ
- JT presents 週刊!オトナ塾（2007年10月1日 - 2008年9月28日、ニッポン放送）
- JT presents 鴻上尚史と里田まいのサンデー・オトナラボ[3]（2008年10月5日 - 2012年3月25日、ニッポン放送）
- ストリーム（TBSラジオ）「コラムの花道」、毎月第1金曜